# Бофор (Люксембург)
Бофор (Люксембург) (люкс. Beefort, фр. Beaufort) — коммуна в Люксембурге, располагается в округе Гревенмахер. Коммуна Бофор (Люксембург) является частью кантона Эхтернах. В коммуне находится одноимённый населённый пункт.
Население составляет 2073 человек (на 2008 год), в коммуне располагаются 793 домашних хозяйств. Занимает площадь 13,74 км² (по занимаемой площади 90 место из 116 коммун). Наивысшая точка коммуны над уровнем моря составляет 414 м. (47 место из 116 коммун), наименьшая 173 м. (17 место из 116 коммун).

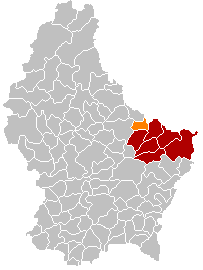
Оранжевый цвет — коммуна Бофор (Люксембург), красный — кантон Эхтернах.